# Nagata Teiryū

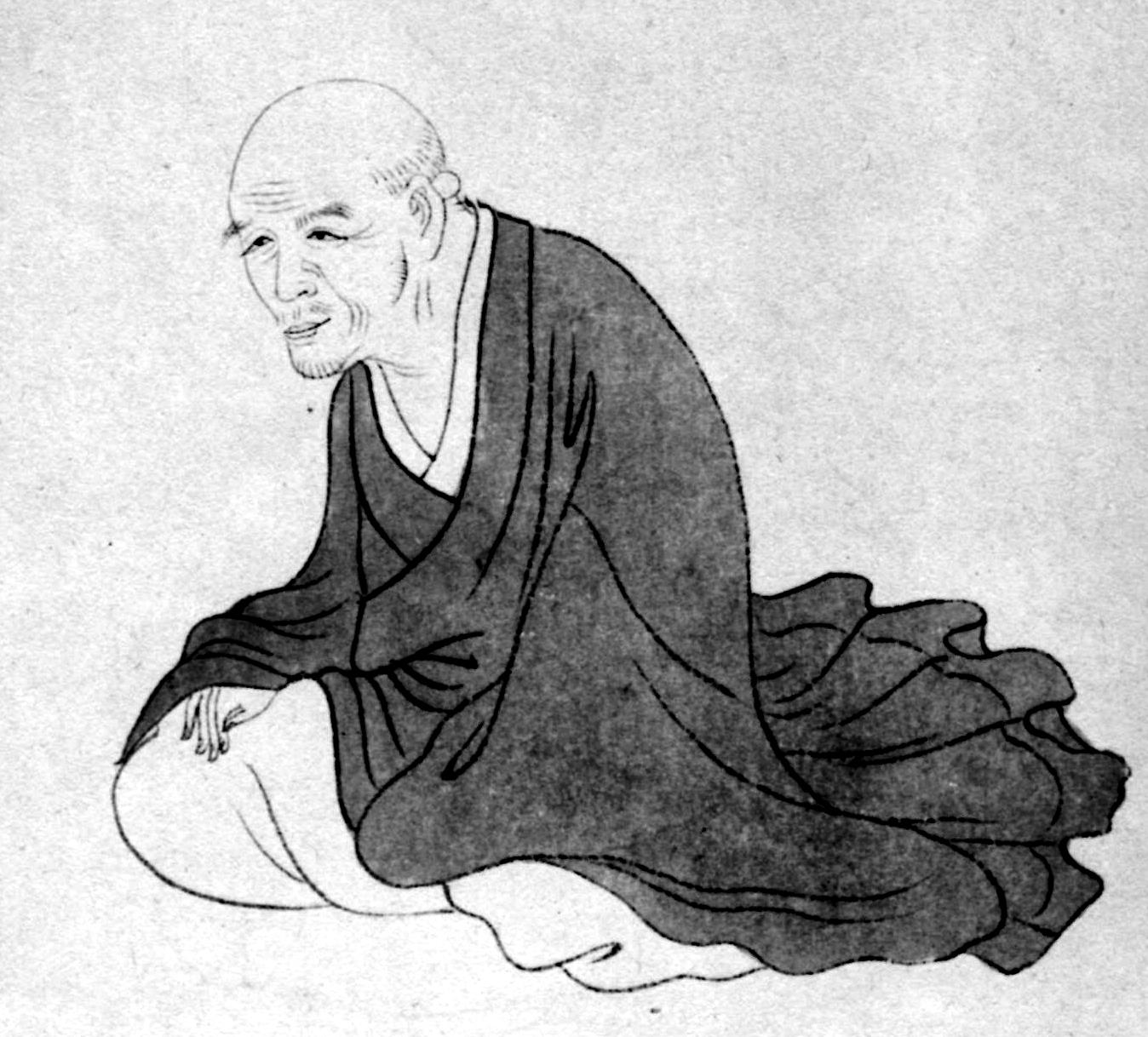
Nagata Teiryū

Nagata Teiryū (japanisch 永田 貞柳, auch Taiya Teiryū (鯛屋 貞柳), Go Yuensai (油煙斎), Yuensai (由縁斎) u. a.; geboren  1654 in Osaka (Provinz Settsu); gestorben 12. September 1734) war ein japanischer Kyōka-Dichter.

## Leben und Wirken
Nagata Teiryūs Vater Tein (貞因) besaß das Süßwarengeschäft „Taiya“ im Stadtteil Hinaya (雛屋) von Osaka, von wo aus er den Tennō-Palast belieferte. Die ganze Familie war literarisch aktiv: Sowohl sein Vater als auch sein Onkel Teifu (貞富) waren gut im Verfassen von Haiku, sein jüngerer Bruder war der Jōruri-Autor Ki no Kaion (1663–1742). Teiryū erlernte von Hōzōbō Shinkai (豊蔵坊 信海; 1626–1688) „Kyōka“ (狂歌) – eine Gedichtform mit humoristischem bzw. satirischen Inhalt – und verfasste bereits als Jugendlicher Gedichte, die in die Sammlung „Gosen’ikyokushū“ (後撰夷曲集) aufgenommen wurden.
Er verfasste weiter Kyōka, gewissermaßen wie „Haku no kosode ni nawa no obi“ (箔の小袖に縄の帯), wie man „zum Gürtelband eine Ärmelverzierung“ trägt. Das waren Gedichte im literarischen Stil, aber so abgefasst, dass das einfache Volk von Osaka sie verstand. Als er hörte, dass „Sumi“ (墨), also schwarze Tusche in die Sternwarte gelangt war, verfasste er die Zeilen „Tsukinara de kumo no ue made sumi noboru kore wa ikanaru yuen naru ran“ (月ならで雲の上まですみのぼるこれはいかなるゆえんなるらん) – etwa „Der Mond geht über den Wolken auf. Was ist der Grund dafür?“ Mit diesen Zeilen wurde er berühmt, so dass er Schüler in Westjapan und in Kyōto gewann.
Nagata Teiryū hinterließ die Sammlungen „Ie-zuto“ (家づと), etwa „Souvenir, das man mit nach Hause nimmt“, und „Zoku Ie-zuto“(続家づと), eine Fortsetzung. Nach seinem Tod erschien 1809 „Teiryū-Ō Kyōka Zenshū Ruidai“ (貞柳翁狂歌全集類題) – „Geordnete Gedichtsammlung des alten Herrn Teiryū“.